# Seleção Sueca de Futebol Feminino Sub-19
A Selecção Sueca de Futebol Feminino Sub-19 - em sueco Sveriges U19-damlandslag i fotboll - é uma seleção feminina de futebol formada por jogadoras com a idade máxima de 19 anos (no início de uma competição).

Foi campeã da Europa em 1999, 2012 e 2015.

## Palmarés
- Campeonato Europeu de Futebol Feminino Sub-19 - 1999, 2012 e 2015